# Dienstgrade der Streitkräfte der Vereinigten Staaten
Dieser Artikel zeigt die Dienstgrade der Streitkräfte der Vereinigten Staaten.

## Army (Landstreitkräfte)

### Offiziere
| Offiziere der United States Army                                       | Offiziere der United States Army | Offiziere der United States Army | Offiziere der United States Army | Offiziere der United States Army | Offiziere der United States Army | Offiziere der United States Army | Offiziere der United States Army | Offiziere der United States Army | Offiziere der United States Army | Offiziere der United States Army | Offiziere der United States Army |
| US-Soldstufe                                                           | O-10                             | O-10                             | O-9                              | O-8                              | O-7                              | O-6                              | O-5                              | O-4                              | O-3                              | O-2                              | O-1                              |
| ---------------------------------------------------------------------- | -------------------------------- | -------------------------------- | -------------------------------- | -------------------------------- | -------------------------------- | -------------------------------- | -------------------------------- | -------------------------------- | -------------------------------- | -------------------------------- | -------------------------------- |
| Schulterklappe                                                         |                                  |                                  |                                  |                                  |                                  |                                  |                                  |                                  |                                  |                                  |                                  |
| Dienstgrad                                                             | General of the Army1             | General                          | Lieutenant General               | Major General                    | Brigadier General                | Colonel                          | Lieutenant Colonel               | Major                            | Captain                          | First Lieutenant                 | Second Lieutenant                |
| Abkürzung                                                              | GA                               | GEN                              | LTG                              | MG                               | BG                               | COL                              | LTC                              | MAJ                              | CPT                              | 1LT                              | 2LT                              |
| NATO-Rangcode                                                          | OF-10                            | OF-9                             | OF-8                             | OF-7                             | OF-6                             | OF-5                             | OF-4                             | OF-3                             | OF-2                             | OF-1                             | OF-1                             |
| 1 Wird nur in Kriegszeiten mit Zustimmung des US-Kongresses verliehen. |                                  |                                  |                                  |                                  |                                  |                                  |                                  |                                  |                                  |                                  |                                  |

Offiziere erhalten ihre Berufung in das Offizierskorps (commission) vom US-Präsidenten, wobei sie zunächst als Reserveoffiziere geführt werden. Bei der Beförderung zum Major können sie vom Präsidenten der regulären Armee zugeteilt werden, sofern dafür das Einverständnis und darüber hinaus eine Empfehlung des US-Senats vorliegt. Jedoch dürfen diese Reservisten nicht mit Reservisten der Bundeswehr gleichgesetzt werden, da ihr Dienst wesentlich mehr umfasst, als etwa nur an Wehrübungen teilzunehmen.
Sobald Offiziere ihr Patent erhalten haben, durchlaufen sie eine intensive mehrstufige militärische Weiterbildung, die mit teilstreitkraftspezifischen Maßnahmen einhergeht und sich bis zum Command and General Staff College in Fort Leavenworth, Kansas, fortsetzen kann. Ein Nachweis der spezifischen Weiterbildung ist bei der Beförderung zu bestimmten Dienstgraden unabdingbar.
Offiziere werden einer Teilstreitkraft zugewiesen, bis sie den Rang eines Brigadier General erreicht haben. Ab diesem Zeitpunkt wird ihnen ein solches Maß an Kompetenz zugebilligt, das sie befähigt, Soldaten aus jeder beliebigen Teilstreitkraft und damit auch gemischte Verbände zu kommandieren.
Die US Army rekrutiert ihre Offiziere über mehrere interne und externe Organisationen und Institutionen. Ein hohes militärisches und akademisches Prestige und die daraus folgende mediale Würdigung besitzt die US Military Academy in West Point im Bundesstaat New York. Absolventen dieser Institution sind im zivilen Leben hoch angesehen und werden überwiegend der gesellschaftlichen Elite zugerechnet. Auch ehemalige und aktive Angehörige der anderen Teilstreitkräfte sind zu einer Offizierslaufbahn im Heer zugelassen, solange sie deren Militärakademien durchlaufen haben.

Emblem des Reserve Officer Training Corps

Mannschaftsgrade oder College-Absolventen werden bei Bestehen einer Offiziersanwärterschule namens Officer Candidate School (OCS) zum Offizierskorps des Heeres zugelassen. Hier ergänzen stark militärisch fokussierte Lehrgänge die bereits als vorhanden vorausgesetzten Fähigkeiten des Anwärters.
Über das Reserve Officer Training Corps (ROTC) ist das Heer in der Gesellschaft der Vereinigten Staaten verankert.
In einem besonderen Studienmodus begleiten militärische Lehrgänge über acht Semester hinweg, der in den Vereinigten Staaten üblichen Dauer eines Bachelor-Studiengangs, das Regelstudium. Viele Studenten sehen deshalb in diesem Programm einen besonderen Reiz, weil das Heer die Studiengebühren teilweise bis hin zum Vollstipendium übernimmt. Der Großteil der staatlichen und die meisten privaten Hochschulen der Vereinigten Staaten, einschließlich renommierter Institute wie dem Massachusetts Institute of Technology oder der Princeton University, bieten ROTC-Kurse an. Ursprünglich war es für staatliche Hochschulen gemäß dem Grant Act von 1862 verpflichtend, ein ROTC-Programm anzubieten. Dadurch sollte der traditionelle Milizgedanke gefördert und das Offizierskorps auf eine breite gesellschaftliche Basis gestellt werden. Während des Vietnamkrieges und der daraus resultierenden Ablehnung des Militärs weigerten sich einige Institute und stellten ihre ROTC-Programme ein. Die Bundesregierung nimmt mit der Bewilligung oder Kürzung und Streichung von Fördermitteln auf das breite Angebot an ROTC-Studienplätzen an den meisten Universitäten Einfluss.
Anwälte, Ärzte, Krankenschwestern, Tierärzte und Prediger können sofort in das Offizierskorps ihres entsprechenden beruflichen Werdegangs berufen werden. Sie sind jedoch niederen Dienstgraden gegenüber nur in Bezug auf die Ausübung ihrer Tätigkeit weisungsbefugt.
Mannschaftsgrade dürfen, wenn sie nach Meinung mehrerer Offiziere dazu geeignet sind (zum Beispiel wegen besonderer Pflichterfüllung oder herausragender Führungseigenschaften), im Feld zu Offizieren befördert werden (battlefield commission). Audie Murphy, der höchstdekorierte US-amerikanische Veteran des Zweiten Weltkrieges, der nach seiner Entlassung zum Filmstar avancierte, wurde auf diese Art und Weise zum Offizier ernannt.

### Warrant Officers
| Warrant Officers der United States Army | Warrant Officers der United States Army | Warrant Officers der United States Army | Warrant Officers der United States Army | Warrant Officers der United States Army | Warrant Officers der United States Army |      |
| US-Soldstufe                            | W-5                                     | W-4                                     | W-3                                     | W-2                                     | W-1                                     |      |
| --------------------------------------- | --------------------------------------- | --------------------------------------- | --------------------------------------- | --------------------------------------- | --------------------------------------- | ---- |
| Schulterklappe                          |                                         |                                         |                                         |                                         |                                         |      |
| Dienstgrad                              | Chief Warrant Officer 5                 | Chief Warrant Officer 4                 | Chief Warrant Officer 3                 | Chief Warrant Officer 2                 | Warrant Officer 1                       |      |
| Abkürzung                               | CW5                                     | CW4                                     | CW3                                     | CW2                                     | WO1                                     |      |
| NATO-Rangcode                           | WO-5                                    | WO-4                                    | WO-3                                    | WO-2                                    | WO-1                                    | WO-1 |

Die Laufbahngruppe des Warrant Officer (WO) ist eine Besonderheit. Nach Ernennung auf Befehl des Secretary of the Army wird der WO nach der Beförderung zum Chief Warrant Officer Two (CW2) durch den Präsidenten vereidigt und erhält eine commission ähnlich dem Offizierspatent. Der WO entspricht ungefähr einem Offizier, ihm werden nach der Beförderung zum Chief Warrant Officer Four (CW4) geringfügige Privilegien zugestanden. Jedoch ist er nur Spezialist auf seinem Fachgebiet und kann keine Kommandogewalt über Truppen ausüben. Aus den Reihen der WO rekrutieren sich in der US Army sehr viele Hubschrauberpiloten. Am ehesten ist ein WO mit einem Offizier des militärfachlichen Dienstes der Bundeswehr zu vergleichen.
Warrant Officers werden hauptsächlich an der US Army Warrant Officer Candidate School in Fort Rucker, Alabama, rekrutiert.

### Unteroffiziere und Mannschaften
| Non-commissioned officers and Senior non-commissioned officers1 (dt. etwa: Unteroffiziere und Unteroffiziere mit Portepee) und Mannschaften der United States Army | Non-commissioned officers and Senior non-commissioned officers1 (dt. etwa: Unteroffiziere und Unteroffiziere mit Portepee) und Mannschaften der United States Army | Non-commissioned officers and Senior non-commissioned officers1 (dt. etwa: Unteroffiziere und Unteroffiziere mit Portepee) und Mannschaften der United States Army | Non-commissioned officers and Senior non-commissioned officers1 (dt. etwa: Unteroffiziere und Unteroffiziere mit Portepee) und Mannschaften der United States Army | Non-commissioned officers and Senior non-commissioned officers1 (dt. etwa: Unteroffiziere und Unteroffiziere mit Portepee) und Mannschaften der United States Army | Non-commissioned officers and Senior non-commissioned officers1 (dt. etwa: Unteroffiziere und Unteroffiziere mit Portepee) und Mannschaften der United States Army | Non-commissioned officers and Senior non-commissioned officers1 (dt. etwa: Unteroffiziere und Unteroffiziere mit Portepee) und Mannschaften der United States Army | Non-commissioned officers and Senior non-commissioned officers1 (dt. etwa: Unteroffiziere und Unteroffiziere mit Portepee) und Mannschaften der United States Army | Non-commissioned officers and Senior non-commissioned officers1 (dt. etwa: Unteroffiziere und Unteroffiziere mit Portepee) und Mannschaften der United States Army | Non-commissioned officers and Senior non-commissioned officers1 (dt. etwa: Unteroffiziere und Unteroffiziere mit Portepee) und Mannschaften der United States Army | Non-commissioned officers and Senior non-commissioned officers1 (dt. etwa: Unteroffiziere und Unteroffiziere mit Portepee) und Mannschaften der United States Army | Non-commissioned officers and Senior non-commissioned officers1 (dt. etwa: Unteroffiziere und Unteroffiziere mit Portepee) und Mannschaften der United States Army | Non-commissioned officers and Senior non-commissioned officers1 (dt. etwa: Unteroffiziere und Unteroffiziere mit Portepee) und Mannschaften der United States Army | Non-commissioned officers and Senior non-commissioned officers1 (dt. etwa: Unteroffiziere und Unteroffiziere mit Portepee) und Mannschaften der United States Army |
| Einteilung | Unteroffiziere mit Portepee | Unteroffiziere mit Portepee | Unteroffiziere mit Portepee | Unteroffiziere mit Portepee | Unteroffiziere mit Portepee | Unteroffiziere mit Portepee | Unteroffiziere mit Portepee | Unteroffiziere | Unteroffiziere | Mannschaften | Mannschaften | Mannschaften | Mannschaften |
| US-Soldstufe | E-9 | E-9 | E-9 | E-8 | E-8 | E-7 | E-6 | E-5 | E-42 | E-42 | E-3 | E-2 | E-1 |
| --- | --- | --- | --- | --- | --- | --- | --- | --- | --- | --- | --- | --- | --- |
| Ärmelabzeichen | | | | | | | | | | | | | Kein Abzeichen |
| Dienstgrad | Sergeant Major of the Army | Command Sergeant Major | Sergeant Major | First Sergeant | Master Sergeant | Sergeant First Class | Staff Sergeant | Sergeant | Corporal | Specialist | Private First Class | Private E2 | Private E1 |
| Abkürzung | SMA | CSM | SGM | 1SG | MSG | SFC | SSG | SGT | CPL | SPC2 | PFC | PV23 | PV13 |
| NATO-Rangcode | OR-9 | OR-9 | OR-9 | OR-8 | OR-8 | OR-7 | OR-6 | OR-5 | OR-4 | OR-4 | OR-3 | OR-2 | OR-1 |
| 1 Die Mannschaften und Unteroffiziere der US Army werden als enlisted bezeichnet. Ab der Soldstufe E-4 (CPL) beginnt die Dienstgradgruppe der Non-Commissioned Officers (NCO), welche ab der Soldstufe E-7 (SFC) auch Senior NCO (SNCO) genannt wird. 2 Daneben wird SP4 als Abkürzung für den Specialist angegeben. Dies ist ein Relikt aus Zeiten, in denen mehrere Specialist-Dienstgrade existierten. 3 PVT wird als Abkürzung für beide Private-Dienstgrade gebraucht, wenn die Soldstufe nicht angegeben wird. | | | | | | | | | | | | | |

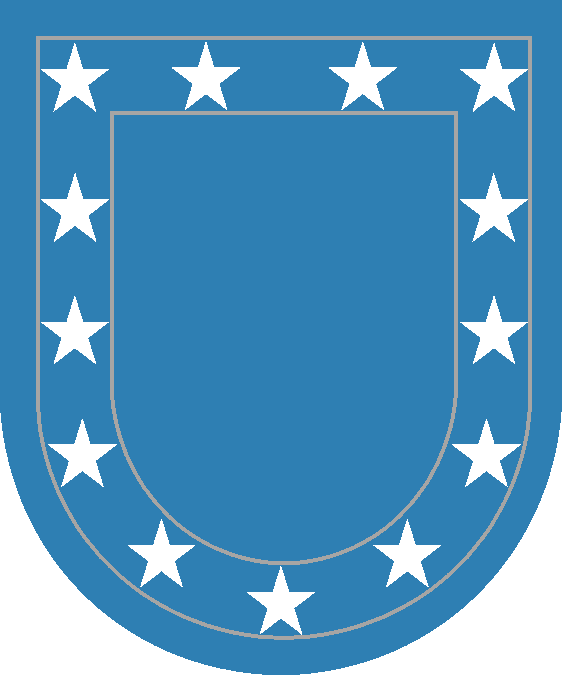
Barettabzeichen

Der Dienstgrad und die Dienststellung Sergeant Major of the Army ist einzigartig. Er ist in beratender Funktion für den Generalstabschef der Army tätig und unterrichtet ihn in Angelegenheiten, die die Mannschafts- und Unteroffizierdienstgrade in besonderem Maße betreffen. Der Posten wurde eingeführt, um die Mehrheitsverhältnisse im Generalstab der US Army mit einem Dienstposten auszugleichen, der der Truppe nahesteht und somit am ehesten in ihrem Sinne bezüglich der Einsatzbereitschaft entscheidet.
Der Specialist (SPC; Soldstufe E-4) entspricht dem Rang des Corporal, verfügt jedoch über technische Fähigkeiten, die außerhalb des Verantwortungsbereichs des Corporal liegen. Im Gegenzug wird bei einem Corporal mehr Wert auf seine Führungsqualität im Gefecht gelegt, was erklärt, warum ein Specialist in der Befehlskette unter dem Corporal steht.
Die Tätigkeiten der Soldaten der US Army werden mit der Military Occupational Specialty (MOS) festgelegt. Dies sind Tätigkeitsbeschreibungen bestehend aus einer alphanumerischen, drei bis vier Buchstaben und Ziffern umfassenden Zeichenfolge, wie beispielsweise Panzerfahrer, Infanterist oder Hubschrauberpilot.
Beim Barettabzeichen tragen Mannschaftsdienstgrade ihr Verbandsabzeichen im Kreis der Sterne, Offiziere hingegen tragen an dieser Stelle ihr Dienstgradabzeichen.

## Air Force (Luftwaffe)

### Offiziere
| Offiziere der United States Air Force | Offiziere der United States Air Force | Offiziere der United States Air Force | Offiziere der United States Air Force | Offiziere der United States Air Force | Offiziere der United States Air Force | Offiziere der United States Air Force | Offiziere der United States Air Force | Offiziere der United States Air Force | Offiziere der United States Air Force | Offiziere der United States Air Force | Offiziere der United States Air Force |
| US-Soldstufe | O-10                                  | O-10                                  | O-9                                   | O-8                                   | O-7                                   | O-6                                   | O-5                                   | O-4                                   | O-3                                   | O-2                                   | O-1                                   |
| --- | ------------------------------------- | ------------------------------------- | ------------------------------------- | ------------------------------------- | ------------------------------------- | ------------------------------------- | ------------------------------------- | ------------------------------------- | ------------------------------------- | ------------------------------------- | ------------------------------------- |
| Schulterklappe |                                       |                                       |                                       |                                       |                                       |                                       |                                       |                                       |                                       |                                       |                                       |
| Dienstgrad | General of the Air Force1             | General                               | Lieutenant General                    | Major General                         | Brigadier General                     | Colonel                               | Lieutenant Colonel                    | Major                                 | Captain                               | First Lieutenant                      | Second Lieutenant                     |
| Abkürzung | GOAF                                  | Gen                                   | Lt Gen                                | Maj Gen                               | Brig Gen                              | Col                                   | Lt Col                                | Maj                                   | Capt                                  | 1stLt                                 | 2ndLt                                 |
| NATO-Rangcode | OF-10                                 | OF-9                                  | OF-8                                  | OF-7                                  | OF-6                                  | OF-5                                  | OF-4                                  | OF-3                                  | OF-2                                  | OF-1                                  | OF-1                                  |
| 1 Der Dienstgrad General of the Air Force (GOAF) ist der höchste Dienstgrad der US Air Force. Dieser Rang wurde nur von einer Person getragen: Henry H. Arnold. General of the Army ist der äquivalente Dienstgrad der US Army. So waren die beiden Abzeichen ursprünglich auch dieselben. In den 1950ern wurde das Abzeichen für den GOAF leicht verändert, um es zur neuen blauen Dienstkleidung der Air Force zu tragen. Der Dienstgrad GOAF wurde nie von einem Offizier im aktiven Dienst der modernen Air Force getragen. Arnold war General of the Army und ging in den Ruhestand, bevor die Air Force 1947 von der Army getrennt und eine eigenständige Teilstreitkraft wurde. Nach seiner Pensionierung wurde ihm der Rang GOAF verliehen. Der äquivalente Rang der US Navy ist Fleet Admiral. In der US Air Force dienen keine Warrant Officers mehr. Die Air Force übernahm 1947 die Warrant Officer-Dienstgrade von der US Army, aber deren Platz in der Struktur der Air Force wurde nie richtig klar. Der letzte Warrant Officer im aktiven Dienst war Chief Warrant Officer (CWO) James H. Long, der 1980 in den Ruhestand ging. CWO Bob Barrow, der letzte Warrant Officer der Air Force Reserve, schied 1992 aus dem Dienst aus. Ab diesem Zeitpunkt verschwanden die Warrant Officer-Dienstgrade aus der Air Force. |                                       |                                       |                                       |                                       |                                       |                                       |                                       |                                       |                                       |                                       |                                       |

### Unteroffiziere
| Non-commissioned officers1 (dt. etwa: Unteroffiziere) der United States Air Force | Non-commissioned officers1 (dt. etwa: Unteroffiziere) der United States Air Force | Non-commissioned officers1 (dt. etwa: Unteroffiziere) der United States Air Force | Non-commissioned officers1 (dt. etwa: Unteroffiziere) der United States Air Force | Non-commissioned officers1 (dt. etwa: Unteroffiziere) der United States Air Force | Non-commissioned officers1 (dt. etwa: Unteroffiziere) der United States Air Force | Non-commissioned officers1 (dt. etwa: Unteroffiziere) der United States Air Force | Non-commissioned officers1 (dt. etwa: Unteroffiziere) der United States Air Force | Non-commissioned officers1 (dt. etwa: Unteroffiziere) der United States Air Force | Non-commissioned officers1 (dt. etwa: Unteroffiziere) der United States Air Force | Non-commissioned officers1 (dt. etwa: Unteroffiziere) der United States Air Force |
| US-Soldstufe | E-9                                                                               | E-9                                                                               | E-9                                                                               | E-9                                                                               | E-8                                                                               | E-8                                                                               | E-7                                                                               | E-7                                                                               | E-6                                                                               | E-5                                                                               |
| --- | --------------------------------------------------------------------------------- | --------------------------------------------------------------------------------- | --------------------------------------------------------------------------------- | --------------------------------------------------------------------------------- | --------------------------------------------------------------------------------- | --------------------------------------------------------------------------------- | --------------------------------------------------------------------------------- | --------------------------------------------------------------------------------- | --------------------------------------------------------------------------------- | --------------------------------------------------------------------------------- |
| Ärmelabzeichen |                                                                                   |                                                                                   |                                                                                   |                                                                                   |                                                                                   |                                                                                   |                                                                                   |                                                                                   |                                                                                   |                                                                                   |
| Dienstgrad | Chief Master Sergeant of the Air Force2                                           | Command Chief Master Sergeant3                                                    | Chief Master Sergeant3 4                                                          | Chief Master Sergeant3 4                                                          | Senior Master Sergeant4                                                           | Senior Master Sergeant4                                                           | Master Sergeant4                                                                  | Master Sergeant4                                                                  | Technical Sergeant                                                                | Staff Sergeant                                                                    |
| Abkürzung | CMSAF                                                                             | CCMS                                                                              | CMSgt                                                                             | CMSgt                                                                             | SMSgt                                                                             | SMSgt                                                                             | MSgt                                                                              | MSgt                                                                              | TSgt                                                                              | SSgt                                                                              |
| NATO-Rangcode | OR-9                                                                              | OR-9                                                                              | OR-9                                                                              | OR-9                                                                              | OR-8                                                                              | OR-8                                                                              | OR-7                                                                              | OR-7                                                                              | OR-6                                                                              | OR-5                                                                              |
| 1 Die Mannschaften und Unteroffiziere der US Air Force werden als enlisted bezeichnet. Wobei ab der Soldstufe E-5 (SSgt) die Dienstgradgruppe der Non-commissioned officers (NCO) beginnt, welche ab der Soldstufe E-7 (MSgt) auch Senior NCO (SNCO) genannt wird. 2 Der Chief Master Sergeant of the Air Force ist singulär, wird vom Chief of Staff of the Air Force persönlich ernannt und berät diesen in Fragen, die die Unteroffiziere betreffen. 3Laut US-Bundesgesetz haben nur ein Prozent der Unteroffiziere der Air Force Dienstgrade in der Soldstufe E-9 (Chief Master Sergeant und Command Chief Master Sergeant). Der Dienstgrad des Command Chief Master Sergeant (CCMS) wurde im November 1998 geschaffen. Command Chief Master Sergeants oder Command Chiefs dienen als Seniorberater für die Kommandeure ihrer Einheit. Sie sind auf hohen Kommandoebenen zu finden. Wenn in einem gemischten militärischen Verband ein Air-Force-Mitglied der höchste Unteroffizier ist, wird dieser auch als Command Chief bezeichnet. 4 Der Dienstgrad First Sergeant, der mehrfach auftaucht, ist in der Air Force kein Dienstgrad, sondern eine spezielle Dienstbezeichnung für den dienstältesten Unteroffizier einer Einheit, der direkt dem Einheitskommandeur untersteht. Ähnlich dem Kompaniefeldwebel der Bundeswehr in Deutschland. Dieser Posten kann von Soldaten in den Soldstufen E-7 bis E-9 wahrgenommen werden (Master Sergeant, Senior Master Sergeant und Chief Master Sergeant). Kennzeichnend für einen First Sergeant ist die sogenannte französische Raute auf dem Dienstgradabzeichen. Der First Sergeant ist verantwortlich für die Moral, das Wohlergehen und das Benehmen aller ihm unterstellten Soldaten. Er ist ebenso direkter Ansprechpartner des Staffelkommandanten/Kompaniechefs in Fragen, die die Unteroffiziere und Mannschaften betreffen. Normalerweise übernimmt ein Master Sergeant diesen Posten, während in größeren Einheiten ein Senior Master Sergeant oder Chief Master Sergeant als First Sergeant eingesetzt wird. |                                                                                   |                                                                                   |                                                                                   |                                                                                   |                                                                                   |                                                                                   |                                                                                   |                                                                                   |                                                                                   |                                                                                   |

### Mannschaften
| Mannschaften der United States Air Force | Mannschaften der United States Air Force | Mannschaften der United States Air Force | Mannschaften der United States Air Force | Mannschaften der United States Air Force |
| US-Soldstufe                             | E-4                                      | E-3                                      | E-2                                      | E-1                                      |
| ---------------------------------------- | ---------------------------------------- | ---------------------------------------- | ---------------------------------------- | ---------------------------------------- |
| Ärmelabzeichen                           |                                          |                                          |                                          | Kein Abzeichen                           |
| Dienstgrad                               | Senior Airman                            | Airman First Class                       | Airman                                   | Airman Basic                             |
| Abkürzung                                | SrA                                      | A1C                                      | Amn                                      | AB                                       |
| NATO-Rangcode                            | OR-4                                     | OR-3                                     | OR-2                                     | OR-1                                     |

## Navy (Marine)

### Offiziere
| Offiziere der United States Navy | Offiziere der United States Navy | Offiziere der United States Navy | Offiziere der United States Navy | Offiziere der United States Navy | Offiziere der United States Navy | Offiziere der United States Navy | Offiziere der United States Navy | Offiziere der United States Navy | Offiziere der United States Navy | Offiziere der United States Navy | Offiziere der United States Navy |
| US-Soldstufe | O-10                             | O-10                             | O-9                              | O-8                              | O-7                              | O-6                              | O-5                              | O-4                              | O-3                              | O-2                              | O-1                              |
| --- | -------------------------------- | -------------------------------- | -------------------------------- | -------------------------------- | -------------------------------- | -------------------------------- | -------------------------------- | -------------------------------- | -------------------------------- | -------------------------------- | -------------------------------- |
| Kragenabzeichen Schulterklappe Ärmelabzeichen |                                  |                                  |                                  |                                  |                                  |                                  |                                  |                                  |                                  |                                  |                                  |
| Dienstgrad | Fleet Admiral1                   | Admiral                          | Vice Admiral                     | Rear Admiral (uh)2               | Rear Admiral (lh)2               | Captain                          | Commander                        | Lieutenant Commander             | Lieutenant                       | Lieutenant Junior Grade          | Ensign                           |
| Abkürzung | FADM                             | ADM                              | VADM                             | RADM                             | RDM                              | CAPT                             | CDR                              | LCDR                             | LT                               | LTJG                             | ENS                              |
| NATO-Rangcode | OF-10                            | OF-9                             | OF-8                             | OF-7                             | OF-6                             | OF-5                             | OF-4                             | OF-3                             | OF-2                             | OF-1                             | OF-1                             |
| 1 Nur in Kriegszeiten mit Zustimmung des US-Kongresses verliehen. 2 Der Rang Rear Admiral unterteilt sich in zwei Soldstufen (lower half und upper half). Heute sind diese Dienstgrade jeweils Admiralsränge. Zu unterschiedlichen anderen Dienstgraden und Rangtiteln siehe auch Commodore (US Navy). |                                  |                                  |                                  |                                  |                                  |                                  |                                  |                                  |                                  |                                  |                                  |

Offiziere
Der Dienstgrad Fleet Admiral ist ein 5-Sterne-Admiral, wurde 1944 eingeführt und ist das Äquivalent zum General of the Army. Er ist für Kriegszeiten reserviert.
Den Dienstgrad des Fleet Admiral hatten während und nach dem Zweiten Weltkrieg nur vier Offiziere inne:
- William D. Leahy
- Ernest J. King
- Chester W. Nimitz
- William F. Halsey

Alle Flaggoffiziere werden ohne Beachtung ihres Ranges mit Admiral, Lieutenants junior Grade werden als Lieutenant und Lieutenant Commander mit Commander angesprochen. In der Dienstgradgruppe der Unteroffiziere werden die Petty Officers aller Klassen nur mit Petty Officer und die Chief Petty Officer mit Chief, Senior Chief bzw. Master Chief angesprochen.
Das Offizierkorps der Navy unterteilt sich in zwei Gruppen, die Line Officers und die Staff Officers, wobei sich die Line Officers wiederum in die folgenden beiden Gruppen unterteilen:
- Unrestricted line: (Offizier des Truppendienstes, fähig ein Kommando auf See oder an Land zu führen): Überwasserkriegführung, fliegendes Personal, Unterwasserkriegführung, Spezialkriegführung, Nuklear
- Restricted line: Ingenieure, Luftfahrzeugingenieure, Luftfahrzeuginstandsetzung, Verschlüsselungstechniker, Marine-Geheimdienst, Öffentlichkeitsarbeit, Meteorologie und Ozeanographie
- Stabsoffiziere: Versorgungskorps, Medizinisches Korps, Hospital Corps, Zahnärztliches Korps, Krankenpflege Korps, Geistliches Korps, Ziviles Pionierkorps, Judge Advocate General’s Corps, Navy Band Corps

Der Ausdruck line officer bezieht sich auf einen Offizier, der ein Kriegsschiff oder eine Fliegerstaffel kommandiert. Der Begriff wurde von der britischen Marinetaktik des 18. Jahrhunderts, bei der Kriegsschiffe eine Linie formten, abgeleitet. Die Kapitäne solcher Schiffe kommandierten demnach Schiffe der Linie (ships of the line, Linienschiff). Heute tragen alle line officers der Navy einen Stern auf dem Ärmel ihrer Uniform, über den goldenen Streifen, die ihren Rang anzeigen. Staff Officers haben anstatt des Sterns andere Abzeichen als den Stern. Offiziere des US Marine Corps gelten alle als line officers, da sie neben ihrer Spezialverwendung in der Lage sind Truppen zu kommandieren.
Die Navy rekrutiert ihre Offiziere von der United States Naval Academy, dem Navy Reserve Officer Training Corps (NROTC), der Officer Candidate School (OCS) und anderen Offizierprogrammen.
In vielen Seestreitkräften der Welt, so auch in der US Navy, ist es Tradition, dass sich die Mützenschirme der Offiziere unterscheiden. So tragen US-Navy-Offiziere bis zum Dienstgrad eines Lieutenant Commander einen blanken, schwarzen Mützenschirm, während der der höheren Offiziere (Commander und Captain) durch eine Eichenlaubverzierung umrandet ist. Der Mützenschirm eines Admirals ist durch eine doppelte Verzierung kenntlich gemacht. Diese Verzierung wird umgangssprachlich "Scrambled eggs" (dt. Rühreier) genannt.

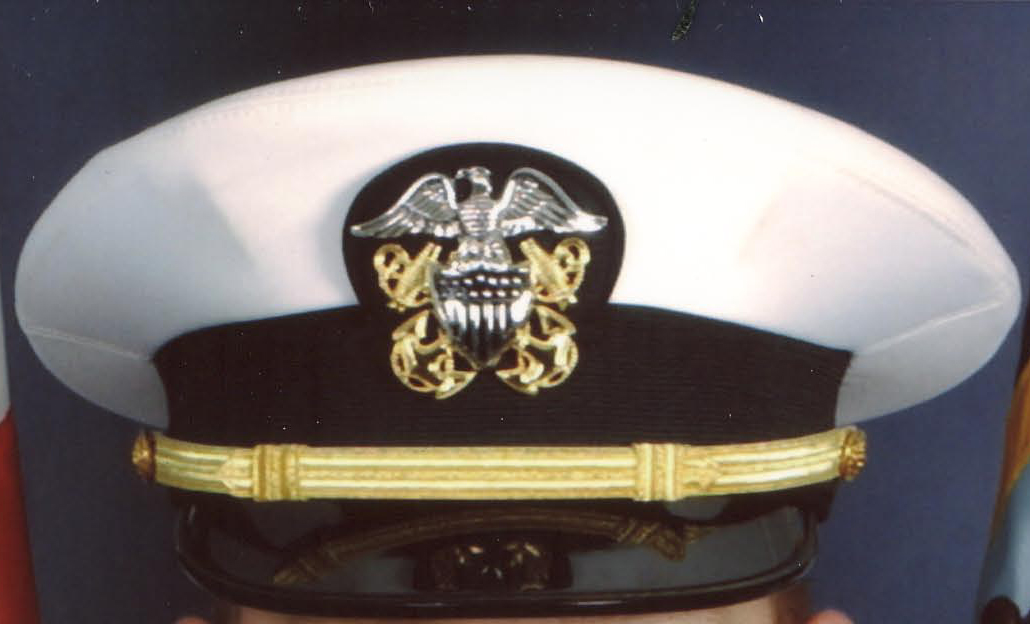
Schirmmütze Ensign bis Lieutenant Commander
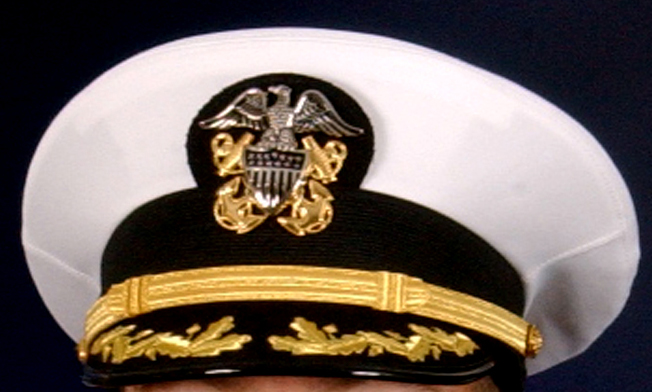
Schirmmütze Commander/Captain
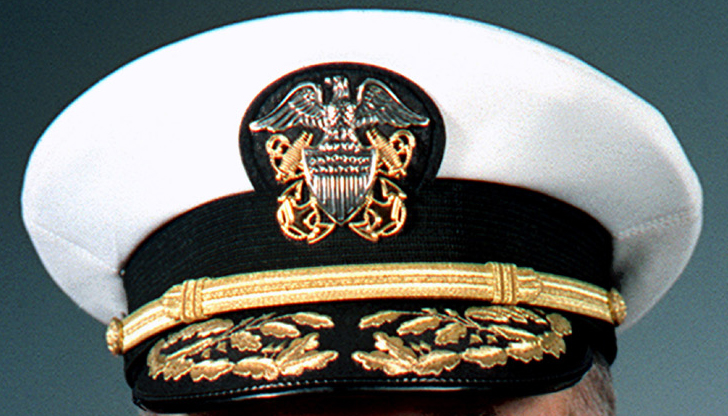
Schirmmütze Rear Admiral (lh) bis Fleet Admiral

Unteroffiziere
Die Unteroffiziere der US Navy haben verschiedene Verwendungsbezeichnungen, die ihrer Spezialisierung entsprechen und sich auch in ihrem Dienstgrad niederschlagen. Ein Petty Officer First Class in der Verwendung eines Gunner’s Mate heißt beispielsweise korrekt Gunner’s Mate First Class.
Zudem tragen Unteroffiziere der Navy sogenannte Service Stripes am linken Ärmel ihrer A-Klasse-Uniform (nicht an der täglichen Dienstuniform). Jeder dieser roten Querbalken steht für 4 Jahre Dienstzeit. Es gibt auch eine goldene Ausführung, die von Unteroffizieren getragen wird, die mindestens 12 Jahre im Dienst und dabei frei von Disziplinarmaßnahmen sind.
Der Dienstgrad/Dienststellung Master Chief Petty Officer of the Navy ist singulär in der Navy. Er ist in beratender Funktion für den Chief of Naval Operations und den Chief of Naval Personnel tätig und unterrichtet ihn in Angelegenheiten, die die Mannschaftsgrade in besonderem Maße betreffen.
In großen Kommandos (bspw. auf einem Flugzeugträger oder auf einem großen Stützpunkt) in denen mehrere Master Chief Petty Officers (MCPO) dienen, gibt es einen Master Chief, der direkt dem Commanding Officer (CO) untersteht und die primäre Verbindung zwischen den Unteroffizieren und den Offizieren bildet. Meist ist dies der dienstälteste Master Chief. Dieser trägt den Titel Command Master Chief (CMCPO) in Kommandos und in einer Flotte Fleet Master Chief. Auf kleineren Schiffen kann diese Position auch von einem Senior Chief ausgefüllt werden, wobei der Posten des dienstältesten Petty Officer auf einem U-Boot Chief of the Boat (COB) genannt wird. Die Uniform des CMCPO spiegelt diese administrative Rolle wider, denn sie ist einer Offiziersuniform ähnlich, mit dem Unterschied, dass sie andere Abzeichen als die eines Offiziers trägt. Command Master Chiefs tragen als Abzeichen das eines Master Chiefs mit dem Unterschied, dass in der Mitte der Winkel ein Stern zu finden ist. Ein Fleet Master Chief trägt dasselbe Abzeichen, jedoch mit goldenen Sternen.

### Warrant Officers
| Warrant Officers1 der United States Navy | Warrant Officers1 der United States Navy | Warrant Officers1 der United States Navy | Warrant Officers1 der United States Navy | Warrant Officers1 der United States Navy | Warrant Officers1 der United States Navy |
| US-Soldstufe | W-5                                      | W-4                                      | W-3                                      | W-2                                      | W-1                                      |
| --- | ---------------------------------------- | ---------------------------------------- | ---------------------------------------- | ---------------------------------------- | ---------------------------------------- |
| Kragenabzeichen Schulterklappe |                                          |                                          |                                          |                                          |                                          |
| Dienstgrad | Chief Warrant Officer 5                  | Chief Warrant Officer 4                  | Chief Warrant Officer 3                  | Chief Warrant Officer 2                  | Warrant Officer 1                        |
| Abkürzung | CWO5                                     | CWO4                                     | CWO3                                     | CWO2                                     | WO1                                      |
| NATO-Rangcode | WO-5                                     | WO-4                                     | WO-3                                     | WO-2                                     | WO-1                                     |
| 1 Die Navy hat, wie die US Army und das US Marine Corps auch, in ihren Reihen Warrant Officers. Diese Soldaten sind am ehesten mit Offizieren des militärfachlichen Dienstes in der Bundeswehr zu vergleichen. Sie sind auf ihrem Gebiet eingesetzte Spezialisten mit ähnlichen Befugnissen wie ein regulärer Offizier, jedoch nur in ihrer Fachverwendung. Um eine warrant (dt. Bevollmächtigung) zu erhalten und vom Secretary of the Navy zum Chief Warrant Officer berufen zu werden, muss man Unteroffizier der Soldstufe E-7 bis E-9 sein. |                                          |                                          |                                          |                                          |                                          |

### Petty Officers & Chief Petty Officers
| Petty Officers und Chief Petty Officers1 (dt. etwa: Maate und Bootsmänner) der United States Navy | Petty Officers und Chief Petty Officers1 (dt. etwa: Maate und Bootsmänner) der United States Navy | Petty Officers und Chief Petty Officers1 (dt. etwa: Maate und Bootsmänner) der United States Navy | Petty Officers und Chief Petty Officers1 (dt. etwa: Maate und Bootsmänner) der United States Navy | Petty Officers und Chief Petty Officers1 (dt. etwa: Maate und Bootsmänner) der United States Navy | Petty Officers und Chief Petty Officers1 (dt. etwa: Maate und Bootsmänner) der United States Navy | Petty Officers und Chief Petty Officers1 (dt. etwa: Maate und Bootsmänner) der United States Navy | Petty Officers und Chief Petty Officers1 (dt. etwa: Maate und Bootsmänner) der United States Navy | Petty Officers und Chief Petty Officers1 (dt. etwa: Maate und Bootsmänner) der United States Navy | Petty Officers und Chief Petty Officers1 (dt. etwa: Maate und Bootsmänner) der United States Navy |
| US-Soldstufe | E-9                                                                                               | E-9                                                                                               | E-9                                                                                               | E-9                                                                                               | E-8                                                                                               | E-7                                                                                               | E-6                                                                                               | E-5                                                                                               | E-4                                                                                               |
| --- | ------------------------------------------------------------------------------------------------- | ------------------------------------------------------------------------------------------------- | ------------------------------------------------------------------------------------------------- | ------------------------------------------------------------------------------------------------- | ------------------------------------------------------------------------------------------------- | ------------------------------------------------------------------------------------------------- | ------------------------------------------------------------------------------------------------- | ------------------------------------------------------------------------------------------------- | ------------------------------------------------------------------------------------------------- |
| Ärmelabzeichen/ Kragenabzeichen |                                                                                                   |                                                                                                   |                                                                                                   |                                                                                                   |                                                                                                   |                                                                                                   |                                                                                                   |                                                                                                   |                                                                                                   |
| Dienstgrad | Master Chief Petty Officer of the Navy                                                            | Fleet/Force Master Chief Petty Officer                                                            | Command Master Chief Petty Officer                                                                | Master Chief Petty Officer (Boatswain’s Mate)                                                     | Senior Chief Petty Officer (Boatswain’s Mate)                                                     | Chief Petty Officer (Boatswain’s Mate)                                                            | Petty Officer First Class (Boatswain’s Mate)                                                      | Petty Officer Second Class (Boatswain’s Mate)                                                     | Petty Officer Third Class (Boatswain’s Mate)                                                      |
| Abkürzung | MCPON                                                                                             | FLTCM/FORCM                                                                                       | CMCPO                                                                                             | MCPO                                                                                              | SCPO                                                                                              | CPO                                                                                               | PO1                                                                                               | PO2                                                                                               | PO3                                                                                               |
| NATO-Rangcode | OR-9                                                                                              | OR-9                                                                                              | OR-9                                                                                              | OR-9                                                                                              | OR-8                                                                                              | OR-7                                                                                              | OR-6                                                                                              | OR-5                                                                                              | OR-4                                                                                              |
| 1 Die Mannschaften und Unteroffiziere der US Navy werden als enlisted bezeichnet. Wobei ab der Soldstufe E-4 (PO3) die Dienstgradgruppe der Petty Officers (PO) beginnt und ab der Soldstufe E-7 die Gruppe der Chief Petty Officers (CPO). |                                                                                                   |                                                                                                   |                                                                                                   |                                                                                                   |                                                                                                   |                                                                                                   |                                                                                                   |                                                                                                   |                                                                                                   |

### Mannschaften
| Mannschaften der United States Navy | Mannschaften der United States Navy  | Mannschaften der United States Navy             | Mannschaften der United States Navy |
| US-Soldstufe                        | E-3                                  | E-2                                             | E-1                                 |
| ----------------------------------- | ------------------------------------ | ----------------------------------------------- | ----------------------------------- |
| Ärmelabzeichen                      |                                      |                                                 | Kein Abzeichen                      |
| Dienstgrad                          | Seaman (Construction/Fireman/Airman) | Seaman Apprentice (Construction/Fireman/Airman) | Seaman Recruit                      |
| Abkürzung                           | SN                                   | SA                                              | SR                                  |
| NATO-Rangcode                       | OR-3                                 | OR-2                                            | OR-1                                |

## Marine Corps (Marineinfanterie)

### Offiziere
| Offiziere des United States Marine Corps | Offiziere des United States Marine Corps | Offiziere des United States Marine Corps | Offiziere des United States Marine Corps | Offiziere des United States Marine Corps | Offiziere des United States Marine Corps | Offiziere des United States Marine Corps | Offiziere des United States Marine Corps | Offiziere des United States Marine Corps | Offiziere des United States Marine Corps | Offiziere des United States Marine Corps |
| US-Soldstufe                             | O-10                                     | O-9                                      | O-8                                      | O-7                                      | O-6                                      | O-5                                      | O-4                                      | O-3                                      | O-2                                      | O-1                                      |
| ---------------------------------------- | ---------------------------------------- | ---------------------------------------- | ---------------------------------------- | ---------------------------------------- | ---------------------------------------- | ---------------------------------------- | ---------------------------------------- | ---------------------------------------- | ---------------------------------------- | ---------------------------------------- |
| Schulterklappe Dienstuniform/ Blue Dress |                                          |                                          |                                          |                                          |                                          |                                          |                                          |                                          |                                          |                                          |
| Dienstgrad                               | General                                  | Lieutenant General                       | Major General                            | Brigadier General                        | Colonel                                  | Lieutenant Colonel                       | Major                                    | Captain                                  | First Lieutenant                         | Second Lieutenant                        |
| Abkürzung                                | Gen                                      | LtGen                                    | MajGen                                   | BGen                                     | Col                                      | LtCol                                    | Maj                                      | Cpt                                      | 1stLt                                    | 2ndLt                                    |
| NATO-Rangcode                            | OF-9                                     | OF-8                                     | OF-7                                     | OF-6                                     | OF-5                                     | OF-4                                     | OF-3                                     | OF-2                                     | OF-1                                     | OF-1                                     |

### Warrant Officers
| Warrant Officers des United States Marine Corps | Warrant Officers des United States Marine Corps | Warrant Officers des United States Marine Corps | Warrant Officers des United States Marine Corps | Warrant Officers des United States Marine Corps | Warrant Officers des United States Marine Corps |
| US-Soldstufe                                    | W-5                                             | W-4                                             | W-3                                             | W-2                                             | W-1                                             |
| ----------------------------------------------- | ----------------------------------------------- | ----------------------------------------------- | ----------------------------------------------- | ----------------------------------------------- | ----------------------------------------------- |
| Schulterklappe                                  |                                                 |                                                 |                                                 |                                                 |                                                 |
| Dienstgrad                                      | Chief Warrant Officer 5                         | Chief Warrant Officer 4                         | Chief Warrant Officer 3                         | Chief Warrant Officer 2                         | Warrant Officer 1                               |
| Abkürzung                                       | CWO5                                            | CWO4                                            | CWO3                                            | CWO2                                            | WO1                                             |
| NATO-Rangcode                                   | WO-5                                            | WO-4                                            | WO-3                                            | WO-2                                            | WO-1                                            |

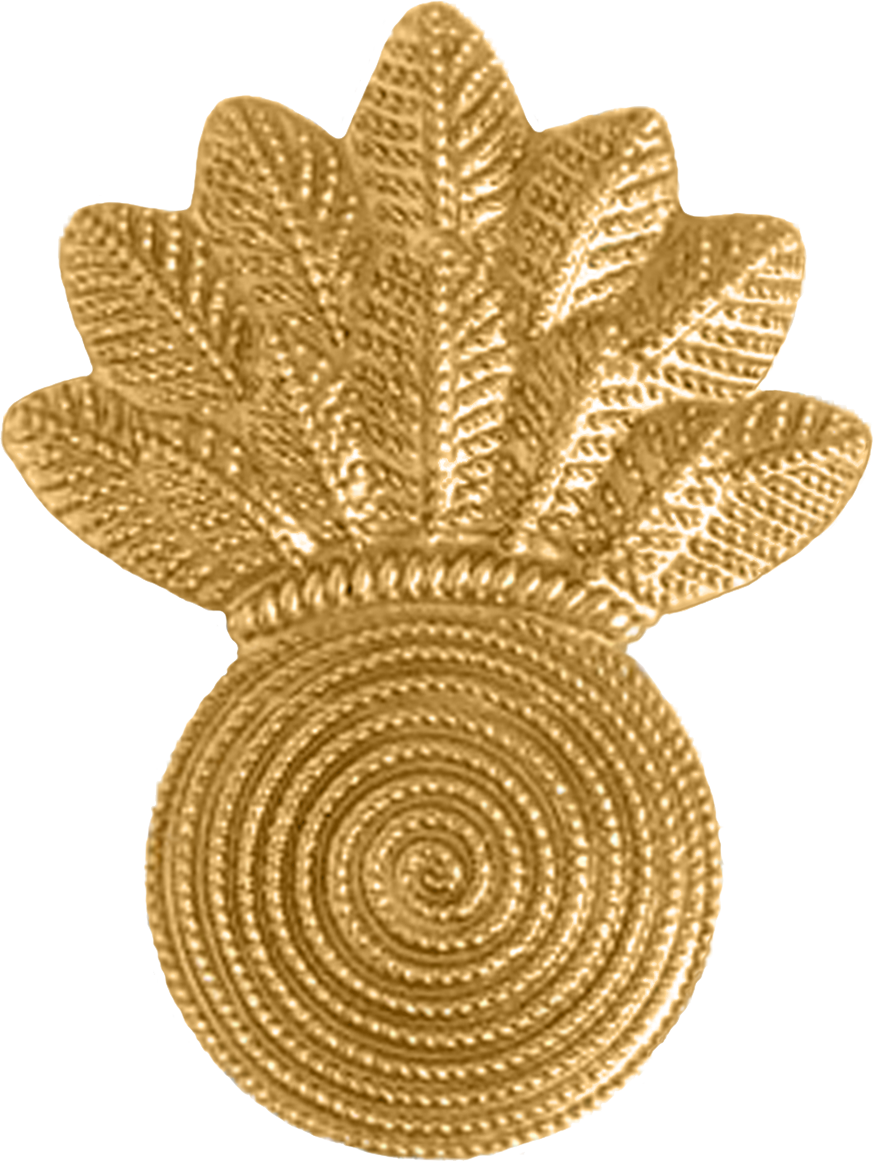
Gunner-Abzeichen

Das US Marine Corps hat in seinen Reihen, wie die Navy und die US Army auch, Warrant Officers. Diese Soldaten sind am ehesten mit Offizieren des militärfachlichen Dienstes in der Bundeswehr zu vergleichen. Sie sind auf ihrem Gebiet eingesetzte Spezialisten mit ähnlichen Befugnissen wie ein regulärer Offizier, jedoch nur in ihrer Fachverwendung. Im normalen Dienstalltag können sie, mit Ausnahme durch Mannschaftssoldaten, mit Gunner angesprochen werden.
Chief Warrant Officers (CWO2-CWO5), die als MOS (Military Occupational Specialty) 0306 Infantry Weapons Officer dienen, bekommen einen Sonderrang verliehen, der Marine Gunner heißt. Ein Marine Gunner ersetzt die Chief Warrant-Abzeichen am rechten Kragen mit einer explodierenden Bombe als Abzeichen. Auch andere Chief Warrants werden manchmal fälschlicherweise als Gunner bezeichnet.

### Unteroffiziere
| Non-commissioned officers (dt. etwa: Unteroffiziere und Unteroffiziere mit Portepee) des United States Marine Corps | Non-commissioned officers (dt. etwa: Unteroffiziere und Unteroffiziere mit Portepee) des United States Marine Corps | Non-commissioned officers (dt. etwa: Unteroffiziere und Unteroffiziere mit Portepee) des United States Marine Corps | Non-commissioned officers (dt. etwa: Unteroffiziere und Unteroffiziere mit Portepee) des United States Marine Corps | Non-commissioned officers (dt. etwa: Unteroffiziere und Unteroffiziere mit Portepee) des United States Marine Corps | Non-commissioned officers (dt. etwa: Unteroffiziere und Unteroffiziere mit Portepee) des United States Marine Corps | Non-commissioned officers (dt. etwa: Unteroffiziere und Unteroffiziere mit Portepee) des United States Marine Corps | Non-commissioned officers (dt. etwa: Unteroffiziere und Unteroffiziere mit Portepee) des United States Marine Corps | Non-commissioned officers (dt. etwa: Unteroffiziere und Unteroffiziere mit Portepee) des United States Marine Corps | Non-commissioned officers (dt. etwa: Unteroffiziere und Unteroffiziere mit Portepee) des United States Marine Corps |
| US-Soldstufe | E-9 | E-9 | E-9 | E-8 | E-8 | E-7 | E-6 | E-5 | E-4 |
| --- | --- | --- | --- | --- | --- | --- | --- | --- | --- |
| Ärmelabzeichen | | | | | | | | | |
| Dienstgrad | Sergeant Major of the Marine Corps                                                                                  | Sergeant Major | Master Gunnery Sergeant                                                                                             | First Sergeant | Master Sergeant | Gunnery Sergeant | Staff Sergeant | Sergeant | Corporal |
| Abkürzung | SgtMajMC | SgtMaj | MGySgt | 1stSgt | MSgt | GySgt | SSgt | Sgt | Cpl |
| NATO-Rangcode | OR-9 | OR-9 | OR-9 | OR-8 | OR-8 | OR-7 | OR-6 | OR-5 | OR-4 |

Die Mannschaften und Unteroffiziere des US Marine Corps werden als enlisted bezeichnet. Wobei ab der Soldstufe E-4 (Cpl) die Dienstgradgruppe der Non-commissioned officers (NCO) (Unteroffiziere) beginnt, welche ab der Soldstufe E-6 (SSgt) auch Staff NCO (SNCO) genannt wird.
Die Soldstufen E-8 and E-9 beinhalten jeweils zwei Ränge mit unterschiedlichen Verantwortungsbereichen. Gunnery Sergeants geben bei der jährlichen Auswahlrunde, fitness reports oder einfach fitreps genannt, die bevorzugte Laufbahnalternative an: First Sergeant/Sergeant Major oder Master Sergeant. Die Ränge First Sergeant und Sergeant Major unterstützen jeweils persönlich die in der Verantwortung stehenden Einheitsführer und Kommandeure. Was in aller Konsequenz bedeutet, dass Marines dieser Ränge, die als höchste Unteroffizierdienstgrade in einer Einheit oder einem Verband dienen, für die Überwachung und für die Unterstützung beim Erhalt der Disziplin durch den Kompaniechef/Kommandeur zuständig sind und sich auch im Übrigen um das Wohlergehen der Einheit dadurch kümmern, dass sie sich um Verwaltung, Administration und Moral sorgen. First Sergeants dienen meist als die höchstrangigsten Unteroffizierdienstgrade in einer Kompanie, Batterie oder einer ähnlichen Einheit dieser Größenordnung, während Sergeants Major in derselben Rolle in einem Bataillon, einer Squadron (Flugstaffel) oder einem größeren Verband eingesetzt sind. Wenngleich der Dienstgrad eines First Sergeants weitgehend mit dem eines deutschen Kompaniefeldwebels (Spieß) vergleichbar ist, gibt es für den Sergeant Major keine vergleichbare Dienststellung in der Bundeswehr. Master Sergeants und Master Gunnery Sergeants hingegen sorgen für möglichst hohe Kompetenz und Fortschritt auf ihrem Spezialgebiet (Military Occupational Specialty), für das sie ausgebildet wurden.
Der Master Gunnery Sergeant ist dem Sergeant Major gleichgestellt und gehört zur Soldgruppe E-9. Der NATO-Rangcode ist OR-9. Im Gegensatz zu den Sergeants Major handelt es sich bei den Master Gunnery Sergeants um technische Unteroffiziere.
Der Sergeant Major of the Marine Corps ist der höchste Unteroffizierdienstgrad des Marine Corps und gleichzeitig eine singuläre Dienststellung. Er wird vom Commandant persönlich ernannt und berät diesen.
Einige Mannschafts- und Unteroffizierdienstgrade werden häufig mit Spitznamen umschrieben, obwohl sie keineswegs offiziell oder gar angebracht sind. So wird zum Beispiel ein Master Sergeant häufig Top genannt, ein Gunnery Sergeant meist Gunny und weniger häufig Guns, ein Master Gunnery Sergeant dementsprechend Master Guns. Im Gegensatz zur US Army wird kein Unteroffizier mit Sarge angesprochen, und die meisten Unteroffiziere würden sich von einer Bezeichnung als solcher angegriffen fühlen. Ebenso werden die Staff-NCO-Dienstgrade (Staff Sergeant bis Sergeant Major) nie zum bloßen Sergeant verkürzt.

### Mannschaften
| Mannschaften des United States Marine Corps | Mannschaften des United States Marine Corps | Mannschaften des United States Marine Corps | Mannschaften des United States Marine Corps |
| US-Soldstufe                                | E-3                                         | E-2                                         | E-1                                         |
| ------------------------------------------- | ------------------------------------------- | ------------------------------------------- | ------------------------------------------- |
| Ärmelabzeichen                              |                                             |                                             | Kein Abzeichen                              |
| Dienstgrad                                  | Lance Corporal                              | Private First Class                         | Private                                     |
| Abkürzung                                   | LCpl                                        | PFC                                         | Pvt                                         |
| NATO-Rangcode                               | OR-3                                        | OR-2                                        | OR-1                                        |

## Coast Guard (Küstenwache)
Der derzeitige (28.) Kommandierende Admiral der Küstenwache (Commandant of the Coast Guard) ist seit dem 21. Januar 2025 kommissarisch Admiral Kevin Lunday.
Der Master Chief Petty Officer of the Coast Guard ist eine Dienststellung im Stab. Der Amtsinhaber, ein Unteroffizier, wird vom Commandant ernannt; er vermittelt und berät sowohl intern als auch extern. Derzeit hat das Amt Master Chief Heath B. Jones inne (Amtsantritt am 19. Mai 2022). Des Weiteren existiert im Stab der Küstenwache die Dienststellung des Master Chief Petty Officer of the Coast Guard Reserve Force für Reservistenangelegenheiten — "United States Coast Guard Reserve" — ; dies ist derzeit Master Chief Timothy A. Beard.

### Offiziere
| Offiziere der United States Coast Guard | Offiziere der United States Coast Guard | Offiziere der United States Coast Guard | Offiziere der United States Coast Guard | Offiziere der United States Coast Guard | Offiziere der United States Coast Guard | Offiziere der United States Coast Guard | Offiziere der United States Coast Guard | Offiziere der United States Coast Guard | Offiziere der United States Coast Guard | Offiziere der United States Coast Guard |
| Admiral (ADM)                           | Vice Admiral (VADM)                     | Rear Admiral (uh) (RADM)                | Rear Admiral (lh) (RAML)                | Captain (CAPT)                          | Commander (CDR)                         | Lieutenant Commander (LCDR)             | Lieutenant (LT)                         | Lieutenant (junior grade) (LTJG)        | Ensign (ENS)                            |                                         |
| O-10                                    | O-9                                     | O-8                                     | O-7                                     | O-6                                     | O-5                                     | O-4                                     | O-3                                     | O-2                                     | O-1                                     |                                         |
| --------------------------------------- | --------------------------------------- | --------------------------------------- | --------------------------------------- | --------------------------------------- | --------------------------------------- | --------------------------------------- | --------------------------------------- | --------------------------------------- | --------------------------------------- | --------------------------------------- |
|                                         |                                         |                                         |                                         |                                         |                                         |                                         |                                         |                                         |                                         |                                         |

### Warrant Officers
|  |  |  |

### Unteroffiziere
|  |  |  |  |  |  |  |  |  |

### Enlisted Grade Structure
|  |  |  |

## Space Force (Weltraumstreitkräfte)
Seit der Gründung der United States Space Force werden bislang die Dienstgrade und Insignien der Air Force verwendet. Im Februar 2020 wurde ein militärinterner Wettbewerb zur Erstellung von Dienstgraden und dazu, wie die Mitglieder der Space Force an sich genannt werden (ähnlich wie die Air Force ihre Mitglieder als „Airmen“ oder die Army ihre Mitglieder als „Soldiers“ bezeichnet), ins Leben gerufen.
Im Dezember 2020 wurde verkündet, dass Angehörige der United States Space Force als Guardians (engl. für „Wächter“) bezeichnet werden. Die Bezeichnung geht auf das Motto „Guardians of the High Frontier“ des Air Force Space Command zurück und zog in den Sozialen Medien Spott wegen der namentlichen Ähnlichkeit zu den Marvel-Comic-Helden Guardians of the Galaxy auf sich.

## General of the Armies of the United States
General of the Armies of the United States (inoffiziell Sechssternegeneral) ist der höchste erreichbare Dienstgrad innerhalb der US-Streitkräfte. Der Rang wurde bisher nur dreimal, davon zweimal postum, vergeben. Zu Lebzeiten wurde 1919 John J. Pershing ernannt, postum 1976 George Washington und 2022 Ulysses S. Grant.